# Moglie senza chich
Moglie senza chich (French Dressing) è un film del 1927 diretto da Allan Dwan.

## Trama
Cynthia Grey, donna poco romantica ma decisa, trova il marito insieme all'amica Peggy. La situazione, anche se innocente, dà adito a qualche dubbio e Cynthia opta immediatamente per il divorzio. I due supposti fedifraghi cercano di convincerla del suo sbaglio, ma lei - come risposta -  parte per un viaggio in Francia. Peggy la segue: pur se non ottiene nessun risultato nel proclamare la propria innocenza, riesce però a essere una buona consigliera quando si tratta di suggerire all'amica di godersi la vita parigina. Cynthia, a contatto con il nuovo ambiente, frizzante e vivace, cambia totalmente il proprio atteggiamento nei riguardi della vita e dei suoi rapporti con gli uomini, mettendosi a flirtare con il ricco Henri de Briac. Quando a Parigi arriva anche Philip, suo marito, Cynthia dovrà ammettere il suo errore di giudizio, anche per merito di Peggy ed Henri.

## Produzione
Il film fu prodotto dalla First National Pictures

## Distribuzione
Il copyright del film, richiesto dalla First National Pictures, Inc., fu registrato il 27 dicembre 1927 con il numero LP24798. In Italia, il film ottenne il visto di censura 24639.
Distribuito dalla First National Pictures, il film - presentato da Robert Kane - uscì nelle sale cinematografiche USA il 10 dicembre 1927. Nel Regno Unito, il film fu ribattezzato con il titolo Lessons for Wives.